# Antoni Grabarz
Antoni Grabarz-Jarzymski (ur. 10 maja 1904 w Warszawie, zm. 7 czerwca 1965 w Bydgoszczy) – polski malarz, grafik i projektant wnętrz.

## Życiorys
Urodził się 10 maja 1904 w Warszawie, w rodzinie Józefa i Klementyny z Wiśniewskich. Był członkiem skautingu, w latach 1919–1920 ochotniczo służył w Wojsku Polskim. W latach 1922–1928 studiował pod kierunkiem prof. Tadeusza Pruszkowskiego na Wydziale Malarstwa ASP w Warszawie. Dyplom obronił w 1930. Do wybuchu wojny związany z grupą artystyczną „łukaszowców”. W 1936 studiował także krótko w Paryżu.

## Okres warszawski
Po studiach (od 1928) brał udział w wystawach okręgowych, objazdowych i ogólnopolskich m.in. w Dorocznym Salonie Towarzystwa Zachęty Sztuk Pięknych, gdzie zdobył dwa medale: brązowy (1929) i srebrny (1932).
W latach 1935–1937 był członkiem Komitetu TZSP, a w 1938 stypendystą tej instytucji. Członek ZPAP.

## Okres bydgoski
W 1945 osiedlił się na stałe w Bydgoszczy. W okresie powojennym odbyły się tam jego cztery wystawy indywidualne (1961, 1964, 1965, 1966 – ostatnia, pośmiertna). Ponadto brał udział w wystawach w NRD (Stralsund) i we Francji (Luneville) zorganizowanych przez Galerię Współczesnego Malarstwa Pomorskiego istniejącego przy Muzeum Sztuki w Grudziądzu. Prace Grabarza znajdują się dziś m.in. w zbiorach MKiDN, Muzeum Okręgowym im. Leona Wyczółkowskiego w Bydgoszczy, Muzeum Okręgowym w Toruniu, Muzeum im. ks. dr. Władysława Łęgi w Grudziądzu, Urzędzie Miasta Bydgoszczy, Kujawsko-Pomorskim Urzędzie Wojewódzkim w Bydgoszczy oraz kolekcjach prywatnych w kraju i zagranicą (m.in. w Nowym Jorku).

## Twórczość
Początkowo malarstwo rodzajowe (okres grupy łukaszowców) m.in. szereg prac związanych z życiem rybaków („cykl barek”), następnie portrety salonowe (głównie kobiece) i motywy żydowskie (tu m.in.: „Żyd kuśnierz”, „Stary Żyd o lasce” (z 1924), które towarzyszyły sztuce Grabarza od początku jego działalności artystycznej. Po wojnie pracował pod wpływem inspiracji postimpresjonistycznego i kubistycznego malarstwa francuskiego. Zajmował się głównie kompozycją figuralną (martwe natury), wykonywał pejzaże, portrety. Rysował także karykatury, a jako „łukaszowiec” brał udział w kilku dużych projektach wnętrz, uprawiał malarstwo ścienne i projektował plakaty.

## Inne nagrody
- Nagroda Ministra – Towarzystwo Zachęty Sztuk Pięknych (1932)
- Nagroda im. Marii Lenckiej – TZSP (1933)